# Фінал чемпіонату світу з футболу 2010
Фінал чемпіонату світу з футболу 2010 відбувся 11 липня 2010 року в ПАР на стадіоні «Соккер-Сіті» (Йоганнесбург), найбільшому стадіоні Африки. В ньому брали участь збірні Нідерландів та Іспанії. Єдиний і вирішальний гол за три хвилини до завершення додаткового часу забив Андрес Іньєста і приніс збірній Іспанії перший в історії титул чемпіонів світу.

## Шлях до фіналу
| Збірна     | І | В | Н | П | ГЗ | ГП | РГ | О |
| ---------- | - | - | - | - | -- | -- | -- | - |
| Нідерланди | 3 | 3 | 0 | 0 | 5  | 1  | +4 | 9 |
| Японія     | 3 | 2 | 0 | 1 | 4  | 2  | +2 | 6 |
| Данія      | 3 | 1 | 0 | 2 | 3  | 6  | −3 | 3 |
| Камерун    | 3 | 0 | 0 | 3 | 2  | 5  | −3 | 0 |

| Збірна    | І | В | Н | П | ГЗ | ГП | РГ | О |
| --------- | - | - | - | - | -- | -- | -- | - |
| Іспанія   | 3 | 2 | 0 | 1 | 4  | 2  | +2 | 6 |
| Чилі      | 3 | 2 | 0 | 1 | 3  | 2  | +1 | 6 |
| Швейцарія | 3 | 1 | 1 | 1 | 1  | 1  | 0  | 4 |
| Гондурас  | 3 | 0 | 1 | 2 | 0  | 3  | −3 | 1 |

## Статистика матчу
| 11 липня 2010 21:30 |

| Нідерланди | 0 – 1 (дод. час) | Іспанія      |
| ---------- | ---------------- | ------------ |
|            | Протокол         | Іньєста 116' |

| Соккер-Сіті, Йоганнесбург Глядачів: 84,490 Арбітр: Говард Вебб (Англія) |

| Нідерланди | Іспанія |

| Нідерланди:      |    |                             |           |      |
|                  |    |                             |           |      |
| GK               | 1  | Мартен Стекеленбург         |           |      |
| RB               | 2  | Грегорі ван дер Віл         | 111'      |      |
| CB               | 3  | Джонні Гейтінга             | 57', 109' |      |
| CB               | 4  | Йоріс Матейсен              | 117'      |      |
| LB               | 5  | Джованні ван Бронкгорст (к) | 54'       | 105' |
| CM               | 6  | Марк ван Боммел             | 22'       |      |
| CM               | 8  | Найджел де Йонг             | 28'       | 99'  |
| RW               | 11 | Ар'єн Роббен                | 84'       |      |
| AM               | 10 | Веслі Снайдер               |           |      |
| LW               | 7  | Дірк Кейт                   |           | 71'  |
| CF               | 9  | Робін ван Персі             | 15'       |      |
| Запасні:         |    |                             |           |      |
| MF               | 17 | Ельєр Елія                  |           | 71'  |
| MF               | 23 | Рафаель ван дер Варт        |           | 99'  |
| DF               | 15 | Едсон Брафгейд              |           | 105' |
| Тренер:          |    |                             |           |      |
| Берт ван Марвейк |    |                             |           |      |

| Іспанія:           |    |                   |        |      |
|                    |    |                   |        |      |
| GK                 | 1  | Ікер Касільяс (к) |        |      |
| RB                 | 15 | Серхіо Рамос      | 23'    |      |
| CB                 | 3  | Херард Піке       |        |      |
| CB                 | 5  | Карлес Пуйоль     | 16'    |      |
| LB                 | 11 | Хуан Капдевіла    | 67'    |      |
| DM                 | 16 | Серхіо Бускетс    |        |      |
| DM                 | 14 | Хабі Алонсо       |        | 87'  |
| CM                 | 8  | Хаві              | 120+1' |      |
| RW                 | 6  | Андрес Іньєста    | 118'   |      |
| LW                 | 18 | Педро Родрігес    |        | 60'  |
| CF                 | 7  | Давід Вілья       |        | 106' |
| Запасні:           |    |                   |        |      |
| MF                 | 22 | Хесус Навас       |        | 60'  |
| MF                 | 10 | Сеск Фабрегас     |        | 87'  |
| FW                 | 9  | Фернандо Торрес   |        | 106' |
| Тренер:            |    |                   |        |      |
| Вісенте дель Боске |    |                   |        |      |

| Гравець матчу: Андрес Іньєста (Іспанія) Асистенти головного арбітра: Даррен Канн (Англія) Майкл Малларкі (Англія) Четвертий суддя: Юїті Нісімура (Японія) П'ятий суддя: Тору Сагара (Японія) | Регламент матчу - 90 хвилин основного часу. - 30 хвилин додаткового часу в разі необхідності. - Післяматчеві пенальті в разі необхідності. - Максимум три заміни. |

## Цікаві факти
- Восьминіг Пауль передбачив перемогу збірної Іспанії у фінальному матчі.
- Один з найвідоміших спортивних хуліганів у світі Джиммі Джамп перед початком матчу намагався надіти на кубок червону шапку, але був зупинений охороною.
- Збірна Іспанії стала першою командою, що виграла Чемпіонат світу, почавши турнір з поразки. (Від збірної Швейцарії 0:1)